# Wiesław Hartman
Wiesław Hartman (Kwidzyn, 23 de octubre de 1950-Kwidzyn, 24 de noviembre de 2021) fue un jinete polaco que compitió en la modalidad de salto ecuestre.
Participó en los Juegos Olímpicos de Moscú 1980, obteniendo una medalla de plata en la prueba por equipos (junto con Marian Kozicki, Jan Kowalczyk y Janusz Bobik).

## Palmarés internacional
| Juegos Olímpicos | Juegos Olímpicos | Juegos Olímpicos | Juegos Olímpicos |
| Año              | Lugar            | Medalla          | Categoría        |
| ---------------- | ---------------- | ---------------- | ---------------- |
| 1980             | Moscú (URSS)     | Medalla de plata | Por equipos      |